# Notorisk kunskap
Notorisk kunskap är ett juridiskt begrepp och en rättslig princip som avser sådana fakta som anses vara allmänt kända (eller äga notorietet) och därför inte behöver bevisas. Principen kommer till uttryck i 35 kap. 2 § svenska rättegångsbalken: "[f]ör omständighet, som är allmänt veterlig, kräves icke bevis."